# عبد الله بن سليمان المنيع
الشيخ عبد الله بن سليمان المنيع (ولد 1349 هـ / 1930 م) عضو هيئة كبار العلماء ومستشار بالديوان الملكي السعودي. كُلف إلقاء خُطبة عرفة عام 1441هـ/ 2020م، ليكون الخطيب الحادي عشر من خطباء عرفة في العهد السعودي.

## نسبه وحياته
عبد الله بن سليمان بن محمد المنيع من فخذ آل حرقوص أحد فخوذ قبيلة بني زيد في حاضرة الوشم وعالية نجد. ولد في محافظة شقراء عاصمة إقليم الوشم من أقاليم نجد، في 15 رجب 1349هـ الموافق 6 ديسمبر 1930م.

## تعليمه
درس دراسته الأولية في مدرسة شقراء الابتدائية سنة 1365هـ وبعد ذلك مارس التجارة في الأحساء، ثم التحق بالسلك التعليمي مدرساً في المدرسة الابتدائية في شقراء، ثم التحق بالمعهد العلمي الذي هو الركيزة الأولى لجامعة الإمام محمد بن سعود، ثم واصل دراسته حتى حصل على الشهادة الجامعية من جامعة الإمام محمد بن سعود سنة 1377 هـ.
حصل على درجة الماجستير من المعهد العالي للقضاء التابع لجامعة الإمام محمد بن سعود عام 1389هـ.

## شيوخه
1. الشيخ محمد بن إبراهيم آل الشيخ مفتي المملكة العربية السعودية الأول.
2. الشيخ عبد العزيز بن باز مفتي المملكة العربية السعودية الثاني.
3. الشيخ محمد الأمين الشنقيطي عضو هيئة كبار العلماء.
4. الشيخ عبد الرزاق عفيفي عضو هيئة كبار العلماء.
5. الشيخ عبد الله بن حميد عضو هيئة كبار العلماء.
6. الشيخ عبد العزيز الرشيد.[3]

## مسيرته
- في عام 1377 هـ تعين عضو إفتاء تحت رئاسة مفتي عام المملكة العربية السعودية الشيخ محمد بن إبراهيم، ومكث معه في العمل الإفتائي والقضائي حتى توفي الشيخ محمد بن إبراهيم سنة 1389 هـ وبعد وفاته شكلت لجنة قضائية للقيام بإنهاء الأعمال القضائية التي في مكاتب سماحته، فعين الشيخ عبد الله عضواً في هذه الهيئة، وبعد سنتين تحول اسم هذه الهيئة إلى اسم الهيئة القضائية العليا واستمرت عضويته فيها ثلاث سنوات.
- في عام 1391 صدر مرسوم ملكي بتشكيل مجلس هيئة كبار العلماء وتعيين الشيخ عبد الله عضواً في هذا المجلس ولايزال في عضويته للهيئة.
- في عام 1395 هـ تعين نائباً عاماً للمفتي الشيخ عبد العزيز بن باز في الشؤون الشرعية والإدارية والمالية.
- في عام 1397 هـ تعين قاضي تمييز في محكمة التمييز في المنطقة الغربية في مكة المكرمة.
- في عام 1417 هـ تعين رئيس محكمة تمييز.
- في عام 1421 هـ أحيل للتقاعد استجابة لرغبته.
- في عام 1429 هـ صدرت أمر ملكي بتعيينه مستشاراً شرعياً في الديوان الملكي السعودي السعودي ولا يزال في عمله الاستشاري.
- الشيخ عبد الله بن سليمان المنيع عضو في مجموعة من مجالس وهيئات شرعية خاصة وعامة وغالبها هيئات شرعية لمؤسسات مالية وهو في انتمائه إليها ما بين رئيس ونائب رئيس وعضو، وتقدر هذه الهيئات بما لا يقل عن سبعين هيئة.
- للشيخ عبد الله نشاطه في الوسائل الإعلامية في التلفزيون والإذاعة والصحافة ومنابر الدعوة ومواقع الإنترنت، وقد تم تكليفه بأمر ملكي عام 2020 بإلقاء خطبة يوم عرفة.[4]

## رأيه في إثبات الهلال
للشيخ ابن منيع رأيه في مسألة إثبات الأهلة، وأن الحساب معتبر في نفي صحة الرؤية وليس في إثبات دخول الشهر، وقد خالف بهذا عدد من علماء السعودية كالفوزان واللحيدان. فيقول أما في حال النفي فيجب العمل بالحساب الفلكي، فإذا قال الحساب الفلكي بأن الهلال لا يولد إلا بعد غروب الشمس، ثم جاء من يقول إنه رأى الهلال قبل غروب الشمس، فهذا في الواقع باطل؛ لأن هذه الشهادة لم تنفك عما يكذبها، فوجب ردُّها مهما كان قائلها، ومهما تعدَّد الشاهدون بها وقد نبه للفرق بين الشاهد الذي يدعي رؤية الهلال والشخص الذي يعمل بالحساب الفلكي ويذكر بحقيقة فلكية علمية "ولاشك بوجود الفرق بين من يتقدم بشهادة رؤية الهلال، وبين من يذكر بحقيقة علمية معروفة لدى علماء ذلك العلم. فالأول يأتي بخبر يختص هو بمصدره –وهي الرؤية- والثاني يأتي بخبر علمي يشترك في معرفته جميع علماء ذلك العلم، فالأول في حاجة إلى تعديل وإنصاف بالثقة والأمانة والتقوى والصلاح لكون مصدر علمه بذلك الخبر -وهو الشهادة بالرؤية- ذاتياً في نفسه والثاني لايلزم اشتراط تقواه وصلاحه لكون خبره معلوماً لجميع علماء ذلك الخبر"
وقد تابع ابن منيع مسألة اعتماد الحساب الفلكي وطالب بالتوجه إلى ولي الأمر بالموافقة على عقد مؤتمر يجمع بين علماء الشرع وعلماء الفلك للنظر في المسائل الفلكية المتعلقة بحسبان منازل الشمس والقمر وما يتعلق بذلك من نتائج تفيدنا في تحديد أوقات الصلاة والصيام والحج وهذا طريق من طرق التثبت والتحقق. وقد جرت عادة المنيع بإصدار بيان كل عام يذكر فيه أوائل شهور رجب وشعبان ورمضان وشوال، كنوع من التقريب للإجراء الشرعي وهذا أعطى نوع من التأني في الإجراءات التي كانت تقف موقف المتشكك من وثوقية علم الفلك، وقد جادل بقوة بخصوص اعتماد الرؤية ولكن يجب ردها إن خالف الحساب الفلكي لأن ما نرده هو شهادة الشاهد التي يكذبها الحساب وليس الحديث النبوي الذي يأمر بالرؤية.

## مؤلفاته
له العديد من المؤلفات منها:
- الورق النقدي: تاريخه، حكمه، حقيقته.
- حوار مع المالكي في رد ضلالاته ومنكراته. وترجم إلى عدة لغات ووزع في الهند وباكستان وغيرهما.
- العقد الفريد في نَسَب الحراقيص من بني زيد.
- أحاديثي في الإذاعة.
- مجموع بحوث وفتاوى، 4 مجلدات.
- بحوث في الاقتصاد الإسلامي.
- رسالة في زكاة عروض التجارة.
- نافذة على المجتمع، 3 مجلدات.
- حوار مع الاشتراكيين في ضوء الشريعة الإسلامية.
- القول اليسر في جواز ذبح هدي التمتع قبل يوم النحر.
- مناقشة النظرية، براءة المتهم حتى يدان.
- فتاوى رمضان.
- فتاوى الحج.
- التأمين وحكمه في الشريعة الإسلامية.[6]

ولسماحته العديد من المشاركات الإعلامية من صحافة وإذاعة وتلفزة كما له العديد من المشاركات في مناقشة الرسائل العلمية لمرحلة الماجستير والدكتوراه.

## وصلات خارجية
- دروس صوتيه للشيخ